# Chang Tung Sheng
Chang Tung Sheng (常東昇) (1908–1986) fue un artista marcial chino hui. Fue uno de los practicantes más conocido de la lucha libre china o shuai jiao.

## Carrera
Nacido en 1908 en Baoding, Hebei, Chang destacó desde muy pequeño por su gran fuerza y destreza. Empezó a entrenar artes marciales a los 7 años por influencia de su padre y su abuelo, pero su familia era lo suficientemente acomodada como para pagarle lecciones privadas con el gran maestro de baoding shuai jiao Zhang Fenyen. Chang pronto se convirtió en su pupilo más prometedor, hasta el punto de que se le permitió acceso a técnicas y métodos de entrenamiento dedicados a los estudiantes superiores del shuai jiao, y llegó a ser considerado un maestro a los 17 años. Su instructor Zhang usaba técnicas muy originales para entrenarle, incluyendo un ejercicio en que Chang debía lanzar un saltamontes al aire con su pierna en un movimiento de barrido para luego atraparlo con la mano.
A los 20 años, después de casarse con la segunda hija del maestro Fenyen, Chang dejó la provincia de Hopei y se mudó a Nankín para entrenar en la escuela Kuo Shu, donde se concentraba todo el conocimiento de China de las artes marciales. Tras cinco años allí, Tung Sheng compitió en 1933 en la quinta edición del torneo nacional Kuo Shu, donde ganó la división de peso pesado sobre cientos de otros competidores, entre ellos Liu Chiou-Sheng, quien sería conocido como su mayor rival. Recibiendo el apodo de "Mariposa Voladora" por su gracilidad y técnica a pesar de su tamaño, Chang continuaría compitiendo y ganando más torneos y desafíos marciales antes de entrar a formar parte del ejército de China, oficio que utilizó para viajar a través de las tierras Kuomintang para buscar y retar a otros grandes del shuai jiao. En esta época, empezó también a aprender xingyiquan y baguazhang.
En uno de sus combates más famosos, Tung Sheng retó al campeón mongol de lucha libre, Hukli, de quien se dice que medía dos metros de estatura y pesaba casi 200kg. La lucha se llevó a cabo con las reglas de que solo podían utilizarse movimientos de lucha libre, sin otras llaves ni golpes, y aun así Chang salió victorioso, derribando repetidamente al campeón a pesar de la diferencia de tamaño.
Chang fue el profesor más joven de la Academia Central de Artes Marciales de Nankín, donde intercambió su conocimiento con otros grandes del arte. Allí creó su propia variación del taichí y el xingyi, llamado Chang tai chi, basado en el estilo Yang, el shuai chiao y sus propios descubrimientos. Chang viajó por toda China y aprendió con cerca de 70 maestros, presentándose siempre como un simple estudiante a fin de aprender todo lo posible aunque en otras circunstancias hubiera sido capaz de enseñarles a ellos.
Durante la segunda guerra sino-japonesa y la Segunda Guerra Mundial, Chang trabajó como instructor de las tropas nacionalistas chinas, incluyendo a las tropas de élite Muralla Roja. Cuando no estaba ocupado en estas lides, Chang visitaba campos de prisioneros para retar a los japoneses que allí estaban recluidos, entre los cuales muchos eran practicantes de judo, jujutsu o karate. Destacada fue su actuación en la prisión provincial de Kuang-Si, donde venció a los yudocas Haido Takayama, Kuma Hisa y Masao Hichi. Así mismo, Chang representó al ejército chino en 1948 cuando ganó una competición nacional de shuai jiao y chin na. Cuando las tropas Kuomintang bajo el mando de Chiang Kai-shek fueron obligadas a abandonar China e ir a Taiwán por los rebeldes comunistas, Chang se fue con ello. Se le concedió un puesto de instructor policial en Taipéi, donde enseñó durante 30 años.
Aunque sus contemporáneos consideran a Chang como una persona mayormente pacífica y razonable, son famosas también varias anécdotas sobre su temperamento y rápida ira. En una ocasión, un hombre visitó la academia de policía de Taipéi cuando Chang estaba enseñando allí y solicitó entrenar con él. En lugar de responder, Tung Sheng agredió al visitante y le arrojó violentamente al piso, obligándole entonces a revelar que en realidad estaba allí para retarle a una lucha, algo que el maestro hui ya se había figurado de antemano. Similarmente, el famoso Robert W. Smith viajó una vez a Taiwán para entrevistar a Chang y entrenar con él, pero cuando le pidió que le mostrara algunas de sus habilidades, Tung Sheng se limitó a asestarle una patada en la entrepierna.
En abril de 1975, Tung Sheng fue invitado por el rey Hasán II de Marruecos a dar una exhibición de artes marciales allí, a lo que Chang accedió, debiéndose recordar que pertenecía a la etnia hui de musulmanes chinos. Durante esta visita, el guardaespaldas jefe del rey se mostró desdeñoso hacia las artes de Chang y le retó a un combate allí mismo, afirmando ser un cinturón negro 4.º dan de taekwondo y que podía vencerle con facilidad. Sin embargo, una vez comenzó la contienda, Tung Sheng esquivó su primera patada y asestó una combinación de golpe y derribo que tumbó al guardaespaldas, demostrando que sus 68 años no habían disminuido su fuerza.
En 1986, Chang murió por un cáncer de esófago.